# 弗蘭克·杜克斯
亞當·金·菲尼（英語：Adam King Feeney，1983年9月12日—），以藝名弗蘭克·杜克斯（英語：Frank Dukes）知名，是一名加拿大音樂製作人、詞曲作家及DJ，弗蘭克曾經與泰勒·斯威夫特、卡蜜拉·卡貝羅、波斯特·马龙、威肯、特拉维斯·斯科特等歌手合作。